# Фридерика Элизабета Саксен-Эйзенахская
Фридери́ка Элизабе́та, или Фредери́ка Елизаве́та Са́ксен-Э́йзенахская (нем. Friederike Elisabeth von Sachsen-Eisenach; 5 мая 1669, Альтенкирхен, Саксен-Эйзенах — 12 ноября 1730, Бад-Лангензальца, Саксен-Вейсенфельс) — принцесса из Эрнестинской линии дома Веттинов, дочь герцога Саксен-Эйзенаха Иоганна Георга I. Супруга герцога и князя Иоганна Георга; в замужестве — герцогиня Саксен-Вейсенфельса и княгиня Саксен-Кверфурта.

## Происхождение
Родилась в Альтенкирхене 5 мая 1669 года, была третьей дочерью и седьмым ребёнком в многодетной семье герцога Саксен-Эйзенаха и Саксен-Маркзуля Иоганна Георга I и Иоганнетты Сайн-Витгенштейнской, графини Сайн-Альтенкирхена из дома Спанхеймов. По отцовской линии приходилась внучкой герцогу Саксен-Веймара Вильгельму и Элеоноре Доротее Ангальт-Дессуаской, принцессе из ветви Ангальт-Дессау дома Асканиев. По материнской линии была внучкой графа Сайн-Витгенштейн-Сайна Эрнеста и Луизы Юлианы Эрбахской, графини из дома Эрбахов.
Фридерика Элизабета принадлежала к Эрнестинской линии дома Веттинов, представители которой поддерживали хорошие отношения с Альбертинской линией того же дома и старались укрепить их через династические браки. Так, старший брат принцессы, наследовавший отцу в 1686 году под именем Иоганна Георга II, выдал их сестру Элеонору, вдовствующую маркграфиню Бранденбург-Ансбаха, за курфюрста Саксонии Иоганна Георга IV. После смерти обоих в 1694 и 1696 годах соответственно, поскольку следующий курфюрст Саксонии уже был женат, чтобы не терять связь с Альбертинской линией, брат-герцог решил выдать Фридерику Элизабету за Иоганна Георга, герцога Саксен-Вейсенфельса и князя Саксен-Кверфурта. В свою очередь в 1708 году брат Фридерики Элизабеты, герцог Иоганн Вильгельм, женился на её золовке, герцогине Магдалине Сибилле.

## Брак и потомство
В Йене 7 января 1698 года Фридерика Элизабета сочеталась браком с Иоганном Георгом (13 июля 1677 — 16 мая 1712), герцогом Саксен-Вейсенфельса и князем Саксен-Кверфурта. В браке у супругов родились шесть детей — сын и пять дочерей, но лишь один ребёнок достиг совершеннолетия:
- Фридерика Елизавета (4 августа 1701 — 28 февраля 1706), герцогиня Саксен-Вейсенфельса;
- Иоганн Георг (20 октября 1702 — 5 марта 1703), герцог Саксен-Вейсенфельса;
- Иоганнетта Вильгельмина (31 мая 1704 — 9 июля 1704), герцогиня Саксен-Вейсенфельса;
- Иоганнетта Амалия (8 сентября 1705 — 7 февраля 1706), герцогиня Саксен-Вейсенфельса;
- Иоганна Магдалена[нем.] (17 марта 1708 — 25 января 1760), герцогиня Саксен-Вейсенфельса, в Данциге 5 января 1731 года сочеталась браком с Фердинандом (1 ноября 1665 — 4 мая 1737), герцогом Курляндии и Земгалии;
- Фридерика Амалия (1 марта 1712 — 31 января 1714), герцогиня Саксен-Вейсенфельса.

## Герцогиня и княгиня
Фридерика Элизабета поддерживала реформы мужа в области социальной политики. Супругами был разработан Указ о милостыне 1700 года, регулировавший оказание помощи неимущим в их владениях. 5 мая 1710 года они основали приют в Лангендорфе, который герцогиня и княгиня курировала всю свою жизнь.
Фридерика Элизабета увлекалась садоводством в барочном стиле. В подарок от мужа она получила дворцово-парковые комплексы Эрмитаж и Малый Фриденталь, а также зоопарк в охотничьем домике Нойенбург и сад в Ляйслингере. Специально для жены Иоганн Георг заказал дорогостоящее строительство речного порта в Вайсенфельсе с флотилией из пятнадцати кораблей для прогулок по реке Зале.
Овдовев в 1712 году, Фридерика Элизабета в качестве своей резиденции получила от деверя, ставшего новым герцогом Саксен-Вейсенфеля и князем Саксен-Кверфрута, замок Драйбург в Лангензальце. Ранее в 1695 году этот замок уже был расширен. Однако вдовствующая герцогиня и княгиня перестроила его. В 1717 году она переехала в свой виттум и жила в нём до самой смерти. Умерла 12 ноября 1730 года. Гробница с останками Фридерики Элизабеты находится в кирхе при замке Ной-Августусбург в Вайсенфельсе.